# فاکرهای کوچک
فاکرهای کوچک (به انگلیسی: Little Fockers) فیلمی محصول سال ۲۰۱۰ به کارگردانی پال وایتز است. در این فیلم بازیگرانی همچون رابرت دنیرو، بن استیلر، اوون ویلسون، بلایث دانر، تری پولو، جسیکا آلبا، داستین هافمن، باربارا استرایسند، هاروی کایتل، لورا درن، توماس مک‌کارتی، کوین هارت، دیزی تاهان، جان دیماجیو و یول وازکوئز ایفای نقش کرده‌اند.
این فیلم دنباله فیلم‌های ملاقات با والدین و ملاقات با فاکرها است.

## خلاصه داستان
پنج سال پس از اتفاقات فیلم قبلی، گرگ فوکر و همسرش پم در حال آماده‌سازی برای جشن پنجمین سالگرد تولد دوقلوهایشان، سامانتا و هنری هستند. آن‌ها همچنین قصد دارند به خانه جدیدی نقل مکان کنند. اما اوضاع برای گرگ وقتی خراب می‌شود که والدین همسرش، جک و دینا برنز، به دیدنشان می‌آیند و جک اعلام می‌کند که در جستجوی جانشینی برای ریاست خانواده برنز است.
اخیراً جک به یک مشکل قلبی مبتلا شده و از طلاق دخترش دبی از همسرش باب (که ازدواجشان در فیلم اول یک رویداد مهم بود و باعث آشنایی جک و گرگ شد) به دلیل خیانت باب با یک پرستار، بسیار ناراحت شده است. برنامه اولیه جک این بود که باب را به عنوان جانشین خود معرفی کند، اما حالا تصمیم می‌گیرد این نقش را به گرگ واگذار کند و او را "گادفوکر" (رییس فوکر) خطاب می‌کند.